# Амьель, Одри
Одри Амьель (фр. Audrey Amiel, родилась 3 марта 1987 года в Ниме) — французская регбистка, игрок клуба «Стад Франсе» и сборной Франции по регби-7.

## Биография
Училась в лицее Жана Мермоза в Монпелье, занималась дзюдо. Регби начала заниматься в составе молодёжного клуба «Жаку Монпелье» в 2005 году, однако позже отказалась от занятий, решив стать пожарной, и вернулась в регби в 2007 году. Совмещала работу пожарной с выступлениями за женский клуб «Монпелье» в 2008—2014 годах в чемпионате по регби-15 и по регби-7, играя за сборную Франции по регби-7. В 2014 году переехала в Париж, получив контракт от Французской федерации регби на выступление в составе сборной Франции; в составе французской сборной выиграла чемпионат Европы по регби-7 в 2015 году и попала на Олимпиаду в Рио-де-Жанейро. В Рио в 5 играх занесла одну попытку, а сборная финишировала на 6-м месте.